# Lô Sơn
Lô Sơn (chữ Hán giản thể: 芦山县, Hán Việt: Lô Sơn huyện) là một huyện thuộc địa cấp thị Nhã An, tỉnh Tứ Xuyên, Cộng hòa Nhân dân Trung Hoa. Huyện này có diện tích 1364 km², dân số năm 2002 là 120.000 người.
Huyện này được chia ra thành các đơn vị hành chính gồm 5 trấn, 4 hương:
- Trấn: Lô Dương, Phi Tiên Quan, Đại Xuyên, Thái Bình.
- Hương: Long Môn, Tư Duyên, Ngọc Thịnh, Thanh Nhân.